# Полинезија
Полинезија (грчки: πολύς (полус) - много), νήσος (несос) - острва) је велика група са преко 1.000 острва у средишњем делу Тихог океана, укупне површина од око 43.000 km². Заједно са Меланезијом и Микронезијом чини Океанију.
Величином и/или значајем се истичу Хаваји, Самоа, Туамоту, Тонга, Кукова острва, Тувалу, Валис и Футуна, Ускршње острво, Острва Питкерн, Острва Маркиз, Острва Гамбје, Аустралска Острва и Друштвена Острва (Тахити, Бора Бора). Већина острва се налази у троуглу: Хаваји-Нови Зеланд-Ускршње острво. Има већу површину од Микронезије и Меланезије заједно.

## Географија
Сва острва су вулканског и коралског порекла. Чести су активни вулкани. Клима је тропска, а понекад се дешавају катастрофални урагани.

## Становништво кроз историју
Становништво Полинезије броји око 6 милиона, од чега 1 милион чине староседеоци, Полинежани. Прва острва данашње Полинезије, Тонга и Самоа, настањена су пре око 3.100 година. Најстарији становници ових острва припадали су лапитској култури препознатљивој по изради грнчарије карактеристичног дизајна. Најстарији примерци лапитске грнчарије могу се наћи у Бизмарковом архипелагу, затим на Вануатуу и у Новој Каледонији, а најмлађи на Фиџију, Тонги и Самои. Док је лапитски народ на Фиџију затекао екосистем сличан оном који је постојао и на острвима са којих је дошао, Тонга и Самоа су, геолошки гледано, била сасвим другачија острва. Такође, биотичка разноликост опада од Бизмарковог архипелага на западу даље према истоку. Лапитски народ морао је посебно да се прилагоди условима живота на овим малим острвима (Саваји, највеће острво Самое, површине је 1.600 km2 што је далеко мање од 10.388 km2 колико има Вити Леву, највеће острво Фиџија). Сви ови фактори, као и забаченост Тонге и Самое, довели су, током векова, до формирања посебне полинежанске културе. Са Самое, негде у време Исуса Христа, почиње колонизација острва централне и источне Полинезије. Најстарији археолошки налази у Источној Полинезији потичу са Маркишких острва (Хива), одакле су касније насељени Хаваји и, највероватније, Ускршње острво. Недуго након Маркишких острва насељена су и Друштвена острва (Тахити, Рајатеа, Борабора...), затим и Кукова острва одакле је, даље, настањен Нови Зеланд око 1200. године нове ере.
Традиционално, на полинезијским острвима су развијана занимања: пољопривреда, риболов, градња кануа и дуплих кануа, претече катамарана, предвиђање времена, а нарочито морепловство. За навигацију су кориштене звезде, кретање океанских таласа и морских струја, ветрови, правци лета птица и облаци. 
Европљани су почели да истражују острва Пацифика у 16. а колонизовали су их у 19. веку, праћени хришћанским мисионарима. Локално становништво, радознало и добронамерно по природи, брзо је прихватило нову веру. Доласком Европљана, на острвима је потискивана традиционална култура, а појавиле су се нове болести. 
Сликар Пол Гоген је, импресиониран једноставношћу, неисквареношћу и лепотом живота на острвима јужног Пацифика, овде провео своје последње године живота (1891−1903).

## Политичка подела Полинезије

### Независне државе
- Нови Зеланд
- Самоа
- Тонга
- Тувалу

### Зависне територије
- Америчка Самоа (САД)
- Валис и Футуна (Фра.)
- Кукова острва (Н. Зел.)
- Нијуе (Н. Зел.)
- Острва Питкерн (УК)
- Острво Норфолк (Аус.)
- Ротума (Фиџ.)
- Токелау (Н. Зел.)
- Ускршње острво (Чил.)
- Француска Полинезија (Фр.)

-  Архипелаг Туамоту
-  Аустралска острва
-  Друштвена острва
-  Острва Гамбје
-  Острва Маркиз

- Хаваји (САД)

## Привреда
Главна занимања становништва су земљорадња (банане, кафа, какаовац, каучуковац и пиринач). Највећи привредни центар је Хонолулу на Хавајима. 
За многа острва најзначајнији извор прихода су стране донације и дознаке запослених у иностранству. Развијен је туризам. 